# Cung điện Golestan
Cung điện Golestan (tiếng Ba Tư: کاخ گلستان, phát âm là "Kakheh Golestan") còn được gọi là Cung điện Gulistan là tổ hợp hoàng gia của triều đại Qajar nằm tại thủ đô của Iran. Đây là di tích lịch sử lâu đời nhất tại Tehran, là một di sản thế giới được UNESCO công nhận.. Cung điện Golestan thuộc về một nhóm các tòa nhà hoàng gia từng được bảo vệ trong trát bùn gắn liền với lịch sử của thành cổ Tehran. Nó bao gồm các khu vườn, tòa nhà hoàng gia, các bộ sưu tập hàng thủ công Iran và các món quà tặng từ châu Âu thế kỷ 18 đến 19.

## Lịch sử
Tổ hợp được xây dựng dưới thời Tahmasp I (1524-1576) của triều đại Safavid (1502-1736), và sau đó được cải tạo bởi Karim Khan Zand (1750-1779). Agha Khan Mohamd Qajar (1742-1797) đã chọn Tehran là thủ đô của vương quốc. Golestan đã trở thành cung điện hoàng gia của Qajar (1794-1925). Từ đó Golestan trở thành nơi ở chính thức của gia đình hoàng gia Qajar. Cung điện được xây dựng lại giống như hiện tại của nó vào năm 1865 bởi Haji Abol-hasan Mimar Navai.
Trong thời kỳ Pahlavi (1925-1979) Golestan đã được sử dụng để tiếp khách chính của hoàng gia và triều đại Pahlavi đã xây dựng cung điện của mình tại Niavaran. Các nghi lễ quan trọng nhất được tổ chức tại cung điện trong thời đại Pahlavi là lễ đăng quang của Reza Khan (1925-1941) ở Takht-e Marmar và lễ đăng quang của Mohammad Reza Pahlavi (1941-bị lật đổ năm 1979) tại Bảo tàng Hall.
Trong giữa năm 1925 và 1945, phần lớn các tòa của cung điện đã bị phá hủy theo lệnh của Reza Shah. người tin rằng cung điện vào thế kỷ cũ Qajar không nên cản trở sự phát triển của một thành phố hiện đại như Tehran. Vị trí của các tòa nhà thương mại hiện đại những năm 1950 và 1960 đã được dựng lên khiến cung điện Golestan không còn lại nguyên vẹn như trước.

## Tổ hợp cung điện
Tổ hợp Cung điện Golestan bao gồm 17 cung điện, bảo tàng, và tòa nhà. Hầu như tất cả các tổ hợp này được xây dựng trong suốt hơn 200 năm dưới thời vua Qajar nắm quyền. Các cung điện này được sử dụng cho nhiều dịp khác nhau như lễ đăng quang và lễ kỷ niệm quan trọng khác của đất nước.
Dưới đây là các công trình, hạng mục chính của cung điện.
- Takht Marmar
- Khalvat Karim Khani
- Hoze Khaneh
- Negar Khaneh
- Talar Berelian
- Bảo tàng Gifts
- Talar Zoroof
- Talar Adj
- Talar Aineh
- Talar Salam
- Shams-ol-Emareh
- Emarat Badgir
- Talar Almas
- Cung điện Abyaze

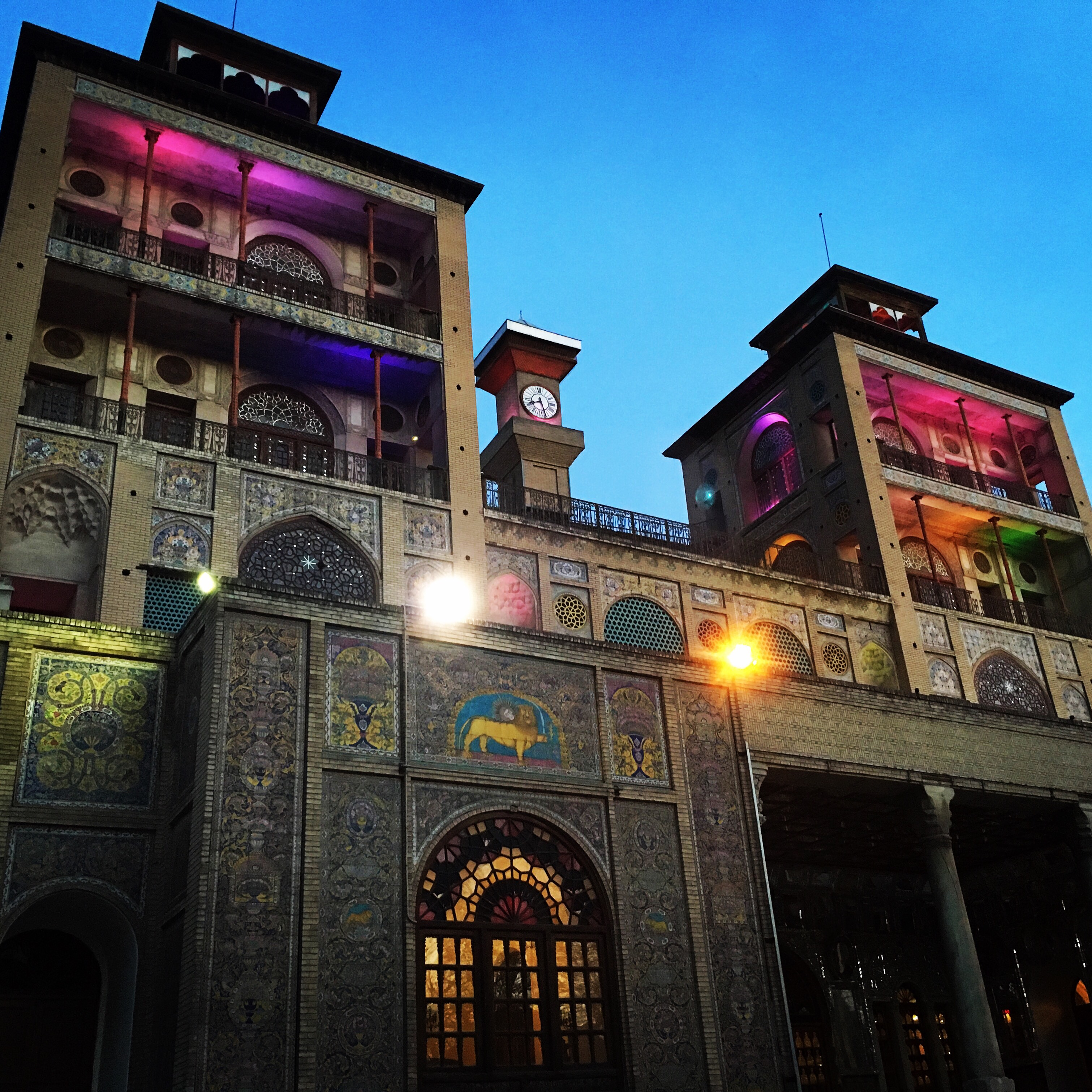
Shams ol Emareh

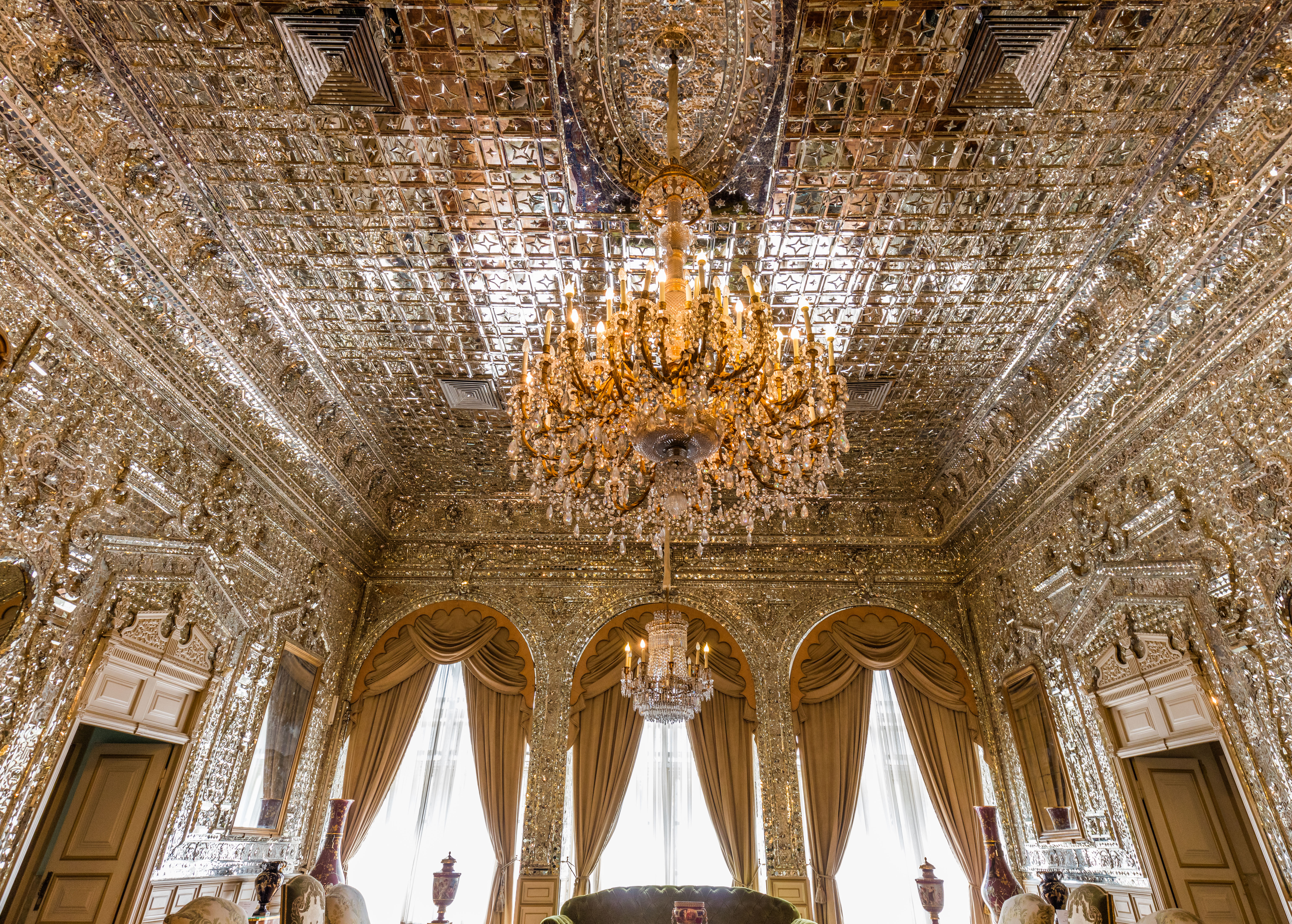
Talar e Brelian

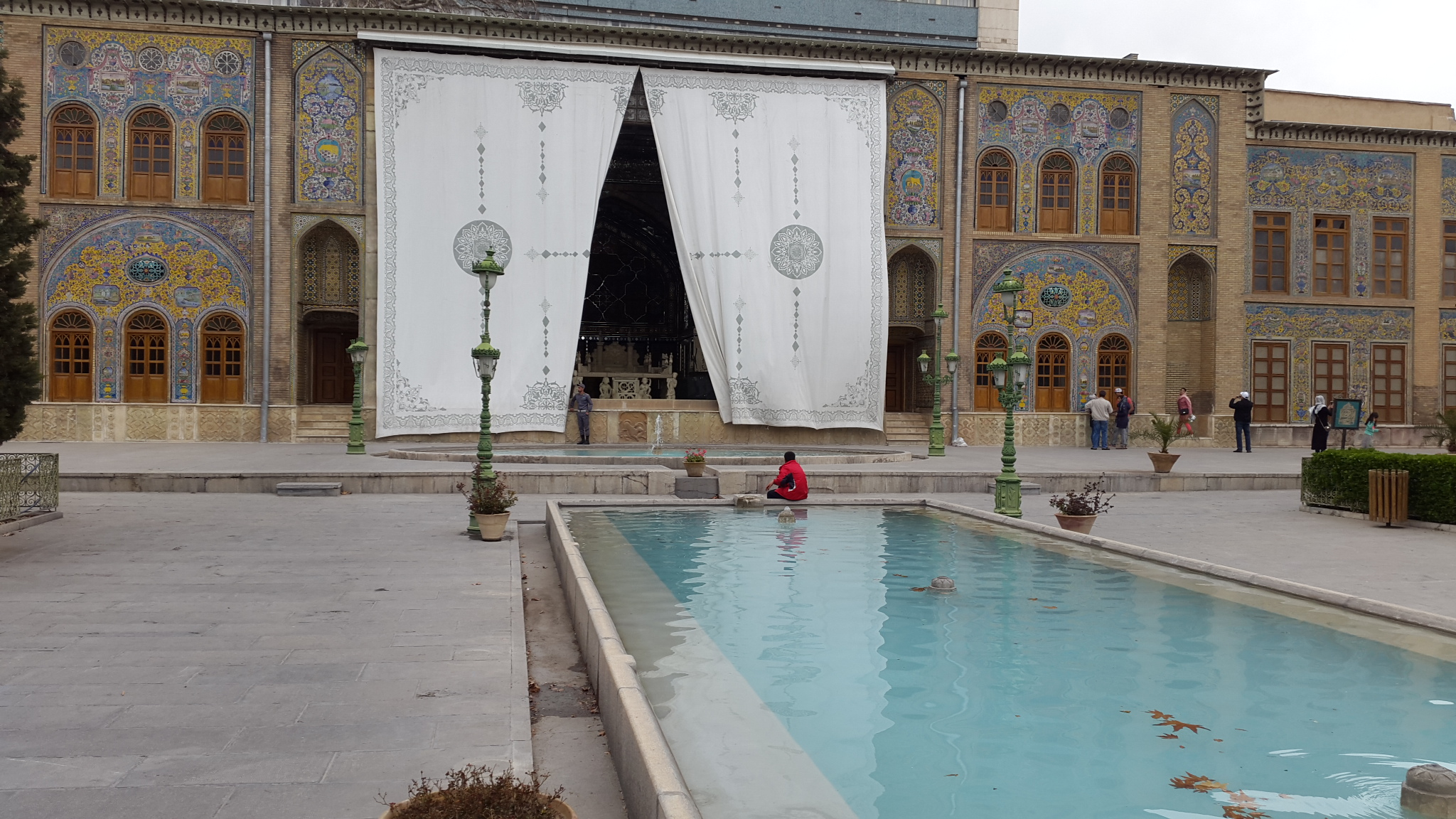
Takht e Marmar

"Sân thượng" của cung điện được gọi là Takht-e Marmar, được xây dựng vào năm 1806 theo lệnh của Fath Ali Shah Qajar (1797-1834). Được trang trí bởi những bức tranh, đá cẩm thạch chạm khắc, ngói, vữa, các tấm gương, gạch men, khắc gỗ, và cửa sổ lưới mang phong cách kiến trúc Iran. Đây là một trong những tòa nhà lâu đời nhất của cung điện. Ngai vàng nằm ở giữa sân thượng (Iwan), được làm bằng đá cẩm thạch màu vàng nổi tiếng của tỉnh Yazd.
Ngai vàng được làm bằng 65 miếng đá cẩm thạch và được thiết kế bởi Mirza Baba Naghash Bashi (họa sĩ hàng đầu của Qajar). Mohammad Ebrahim, Royal Mason giám sát việc xây dựng và một số bậc thầy nổi tiếng thời đó cũng tham gia để hoàn thành kiệt tác này. Các chi tiết kiến trúc và đồ trang trí của Takht Marmar (Iwan) được hoàn thành trong triều đại của Fath Ali Shah và Nasser - ol-Din Shah (1848-1896).
Lễ đăng quang của vua Qajar, và các nghi lễ chính thức đã được tổ chức trên sân thượng này (Iwan). Lễ đăng quang cuối cùng được tổ chức tại Takht-e-Marmar là lễ đăng quang của nhà vua tự xưng, Reza Khan Pahlavi vào năm 1925.
Hiện nay, Golestan là kết quả của 400 năm xây dựng và nâng cấp. Các tòa nhà tại địa điểm hiện đại đều có một lịch sử độc đáo.
Ngày 11 tháng 10 năm 2005, của Tổ chức Di sản văn hóa của Iran đệ trình UNESCO công nhận Golestan là di sản thế giới vào năm 2007. Tuy nhiên, phải đến ngày 23 tháng 6 năm 2013 nó mới chính thức được công bố là di sản thế giới trong kỳ họp của UNESCO tại Phnom Penh. Golestan hiện đang được điều hành bởi Tổ chức Di sản văn hóa của Iran.

## Hình ảnh

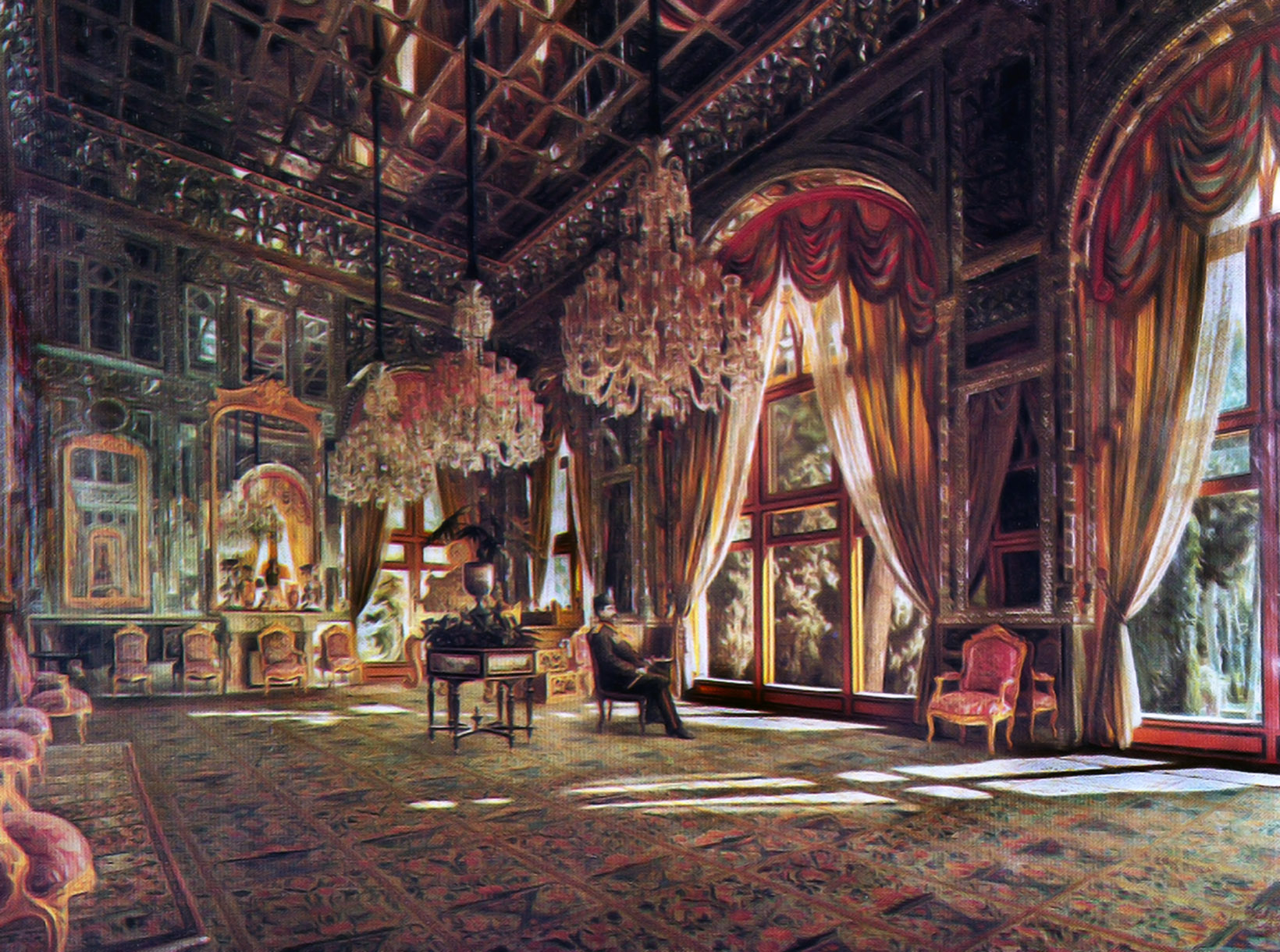
Nhà Gương
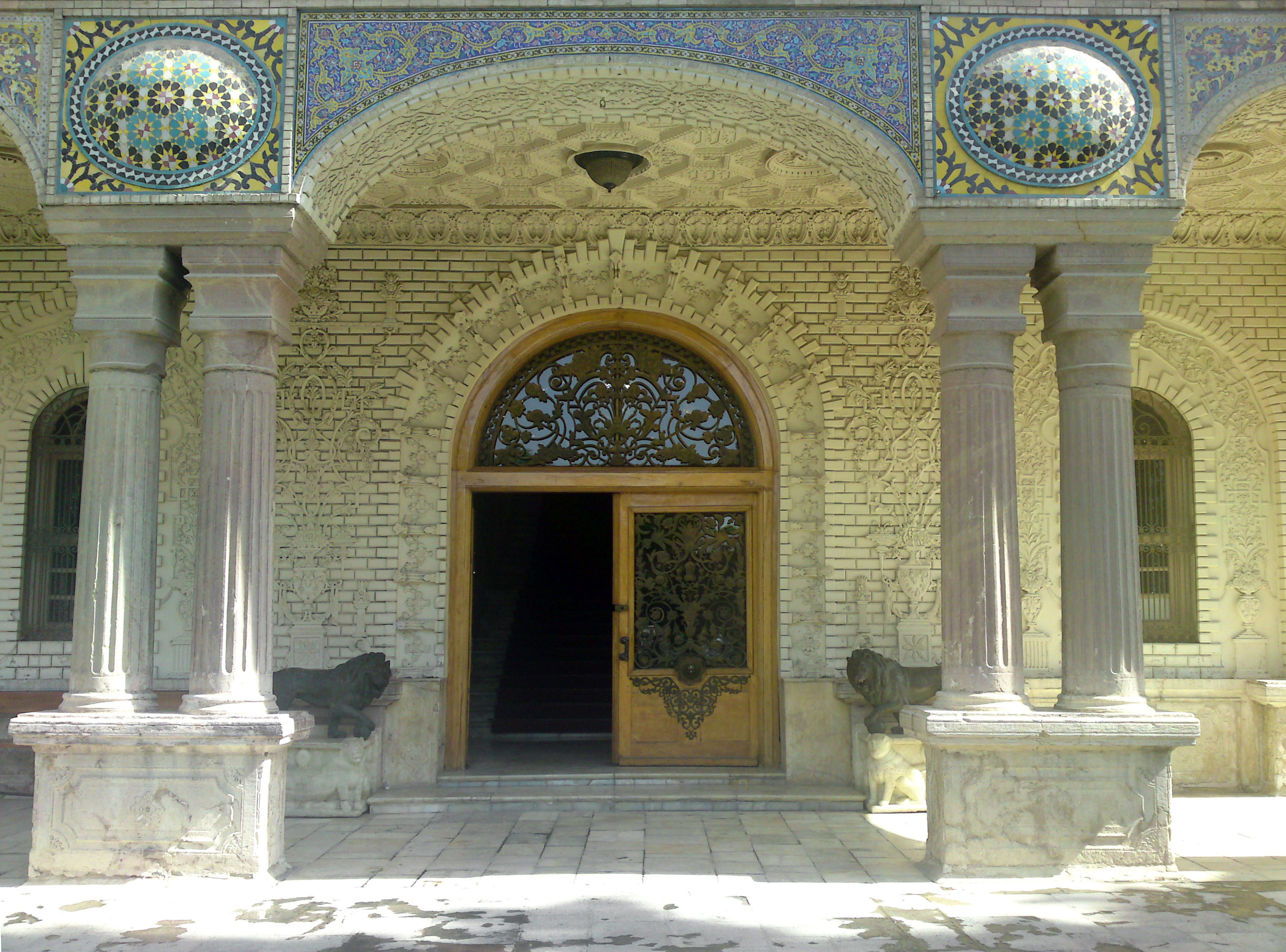
Lối vào sảnh Salam
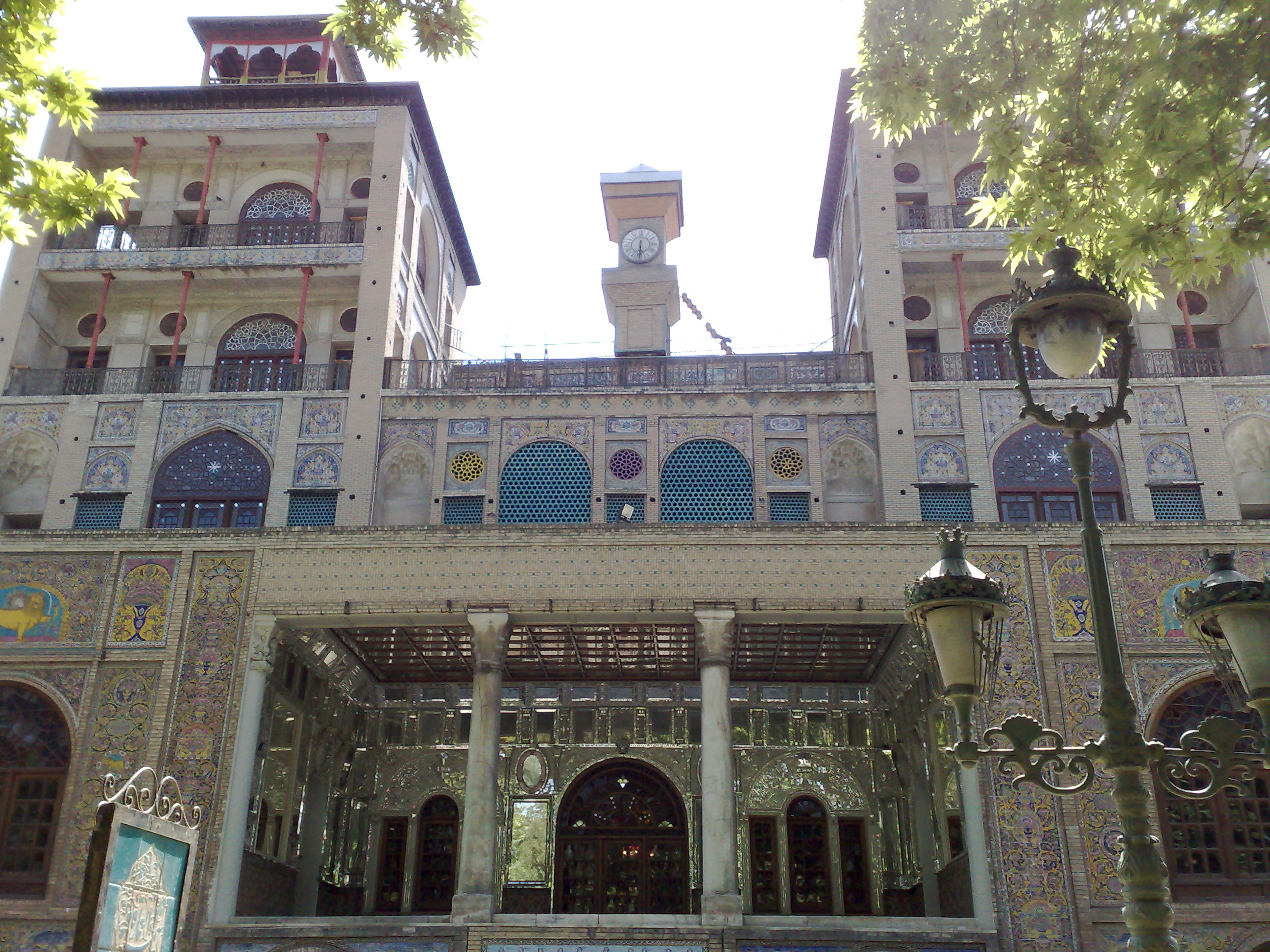
Shams-ol-Emareh
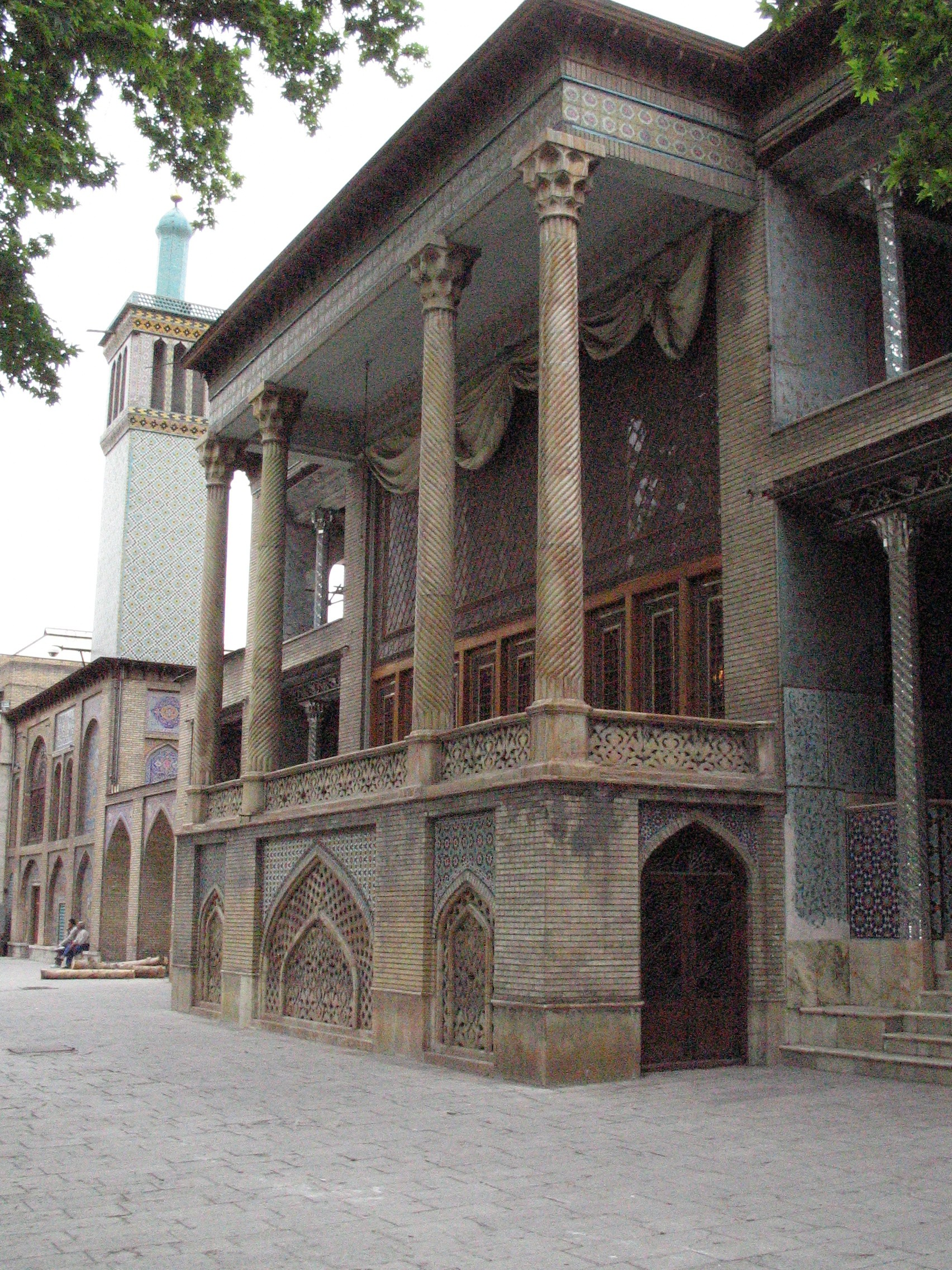
"Emarat-e Badgir", ở phần phía đông của tổ hợp.
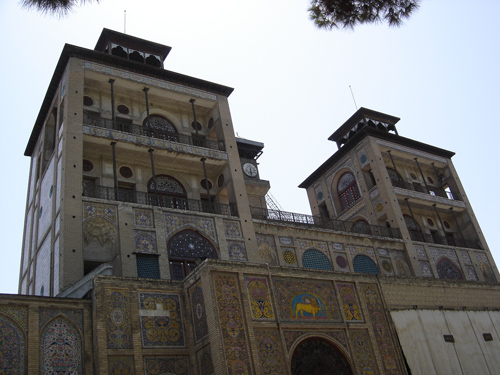
Kushk of Shams ol-Emareh, Golestan.
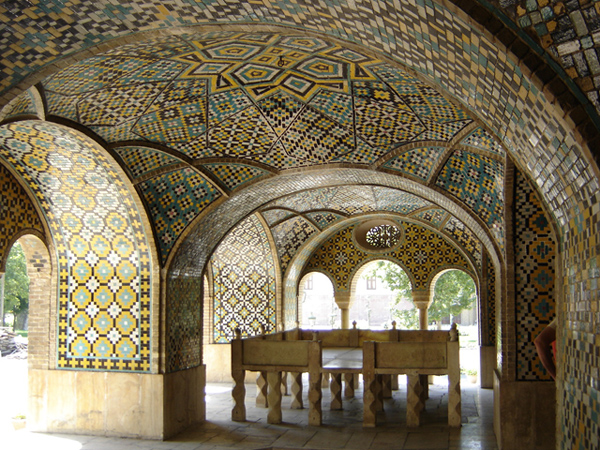
Khalvat-e Karimkhani là vị trí được thiết kế để tạo sự yên tĩnh cho không gian.
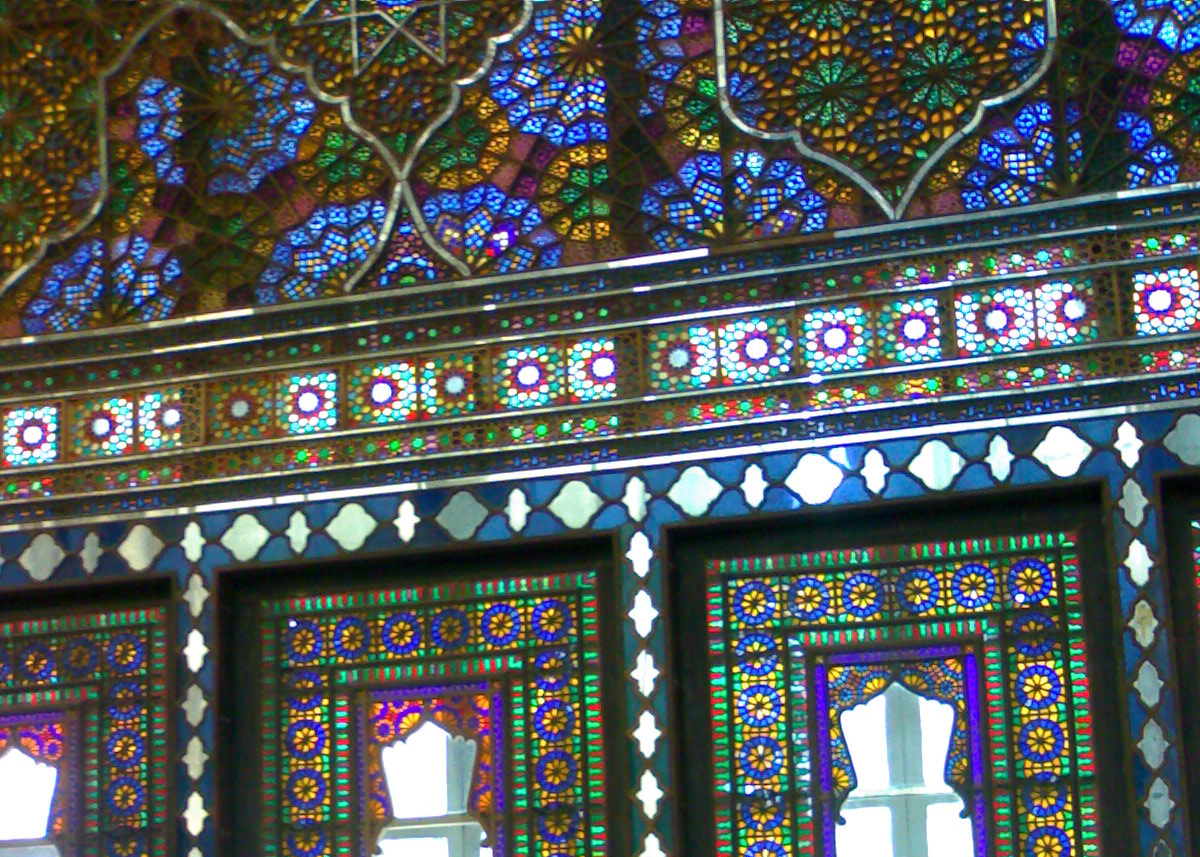
Orosi cửa sổ trong cung điện
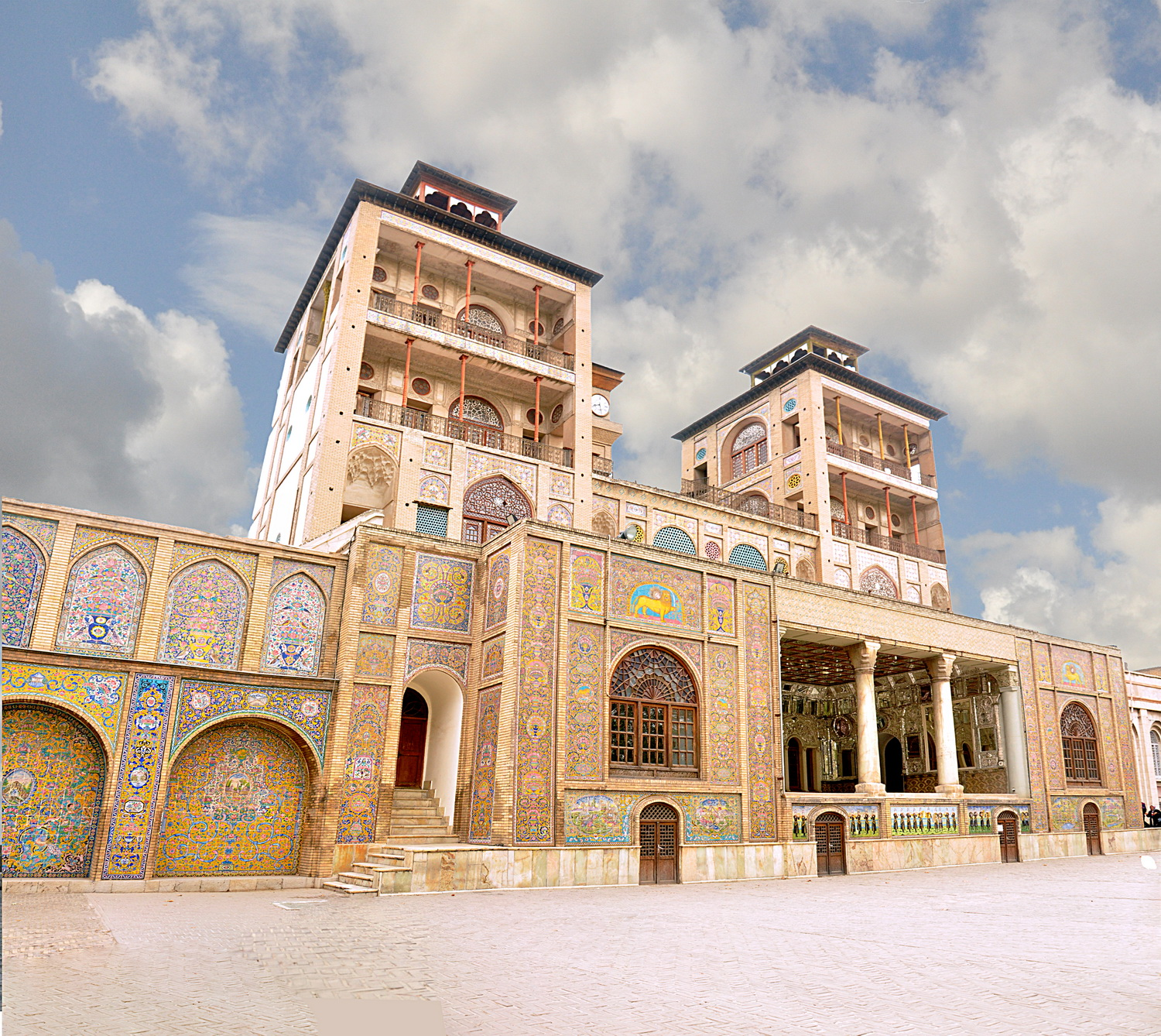
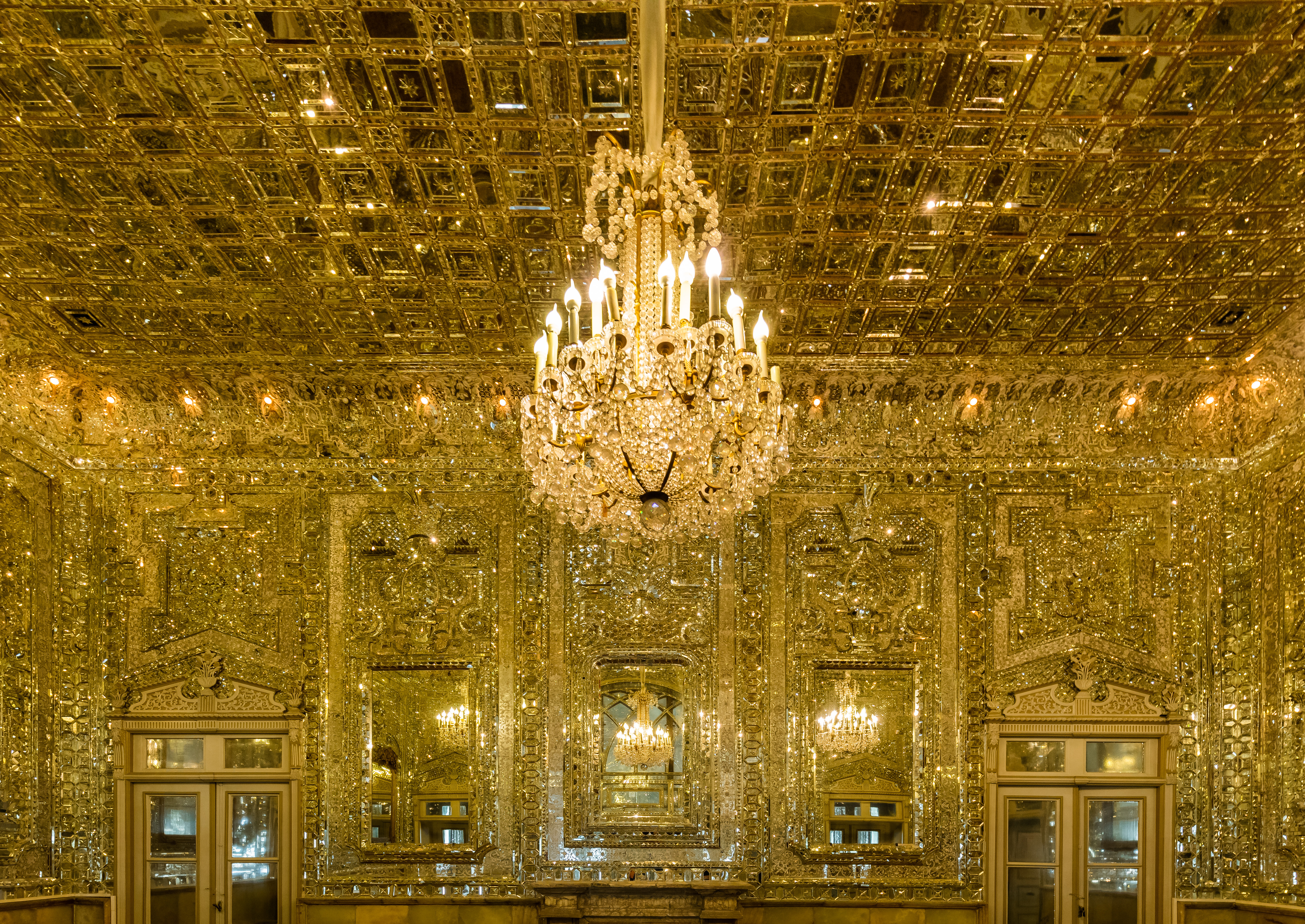